# Нивки (Руднянский район)
Нивки — деревня в Руднянском районе Смоленской области России. Входит в состав Кляриновского сельского поселения. Население — 68 жителей (2007 год). 
Расположена в западной части области в 28 км к северо-востоку от Рудни, в 15 км северо-западнее автодороги Р130 Демидов - Рудня, на берегу реки Рутавечь. В 32 км южнее деревни расположена железнодорожная станция О.п. 450-й км на линии Смоленск — Витебск.

## История
В годы Великой Отечественной войны деревня была оккупирована гитлеровскими войсками в июле 1941 года, освобождена в октябре 1943 года.